# Literna intermedia
Literna intermedia är en insektsart som beskrevs av Gustaf Emanuel Haglund 1899. Literna intermedia ingår i släktet Literna och familjen spottstritar. Inga underarter finns listade i Catalogue of Life.